# حصن الجعافرة (دوعن)
'

تعديل مصدري - تعديل

حصن الجعافرة هي إحدى قرى عزلة صيف بمديرية دوعن التابعة لمحافظة حضرموت، بلغ تعداد سكانها 211 نسمة حسب تعداد اليمن لعام 2004.